# هوغو سيلفا (لاعب كرة قدم أرجنتيني)
هوغو إيسكوييل سيلفا (من مواليد 4 فبراير 1992)، هو لاعب كرة قدم أرجنتيني محترف، يلعب كظهير أيمن لفريق ديفينسا إي جوستيسيا.

## وصلات خارجية
- هوغو سيلفا (لاعب كرة قدم أرجنتيني) على موقع قاعدة بيانات كرة القدم.إي يو (الإنجليزية)
- هوغو سيلفا (لاعب كرة قدم أرجنتيني) على موقع Soccerway.com (الإنجليزية)